# Зенден, Будевейн
Будеве́йн Зе́нден (нидерл. Boudewijn Zenden, МФА: [ˈbʌudəʋɛin ˈzɛndə(n)]; род. 15 августа 1976[…], Маастрихт) — нидерландский футболист, игравший на позиции полузащитника. Провёл 54 матча и забил 7 голов за сборную Нидерландов, представлял свою страну на Чемпионате мира 1998, Чемпионатах Европы 2000 и 2004.

## Ранняя жизнь
Отец футболиста Пьер Зенден был дзюдоистом. Он работал в качестве спортивного вещателя для системы общественного вещания NOS с 1968 по 2005. Будучи ребёнком, Будевейн также занимался дзюдо помимо футбола. В 14 лет он получил чёрный пояс и трижды становился чемпионом своей родной провинции Лимбург.
В 1985 году голландский клуб «МВВ Маастрихте» подписан Зендена после просмотра. В то время Будевейн играл за любительский клуб «Леонидас». Два года спустя Зенден поступил в молодёжную академию «ПСВ».
С 19 лет Будевейн является строгим вегетарианцем.

## Статистика

### Матчи Зендена за сборную Нидерландов
| Матчи Зендена за сборную Нидерландов | Матчи Зендена за сборную Нидерландов | Матчи Зендена за сборную Нидерландов | Матчи Зендена за сборную Нидерландов | Матчи Зендена за сборную Нидерландов | Матчи Зендена за сборную Нидерландов |
| ------------------------------------ | ------------------------------------ | ------------------------------------ | ------------------------------------ | ------------------------------------ | ------------------------------------ |
| №                                    | Дата                                 | Соперник                             | Счёт                                 | Голы Зендена                         | Соревнование                         |
| 1                                    | 30 апреля 1997                       | Сан-Марино                           | 6:0                                  | —                                    | Чемпионат мира 1998 (отбор)          |
| 2                                    | 4 июня 1997                          | ЮАР                                  | 2:0                                  | —                                    | Товарищеский матч                    |
| 3                                    | 24 февраля 1998                      | Мексика                              | 3:2                                  | —                                    | Товарищеский матч                    |
| 4                                    | 27 мая 1998                          | Камерун                              | 0:0                                  | —                                    | Товарищеский матч                    |
| 5                                    | 1 июня 1998                          | Парагвай                             | 5:1                                  | —                                    | Товарищеский матч                    |
| 6                                    | 5 июня 1998                          | Нигерия                              | 5:1                                  | —                                    | Товарищеский матч                    |
| 7                                    | 13 июня 1998                         | Бельгия                              | 0:0                                  | —                                    | Чемпионат мира 1998                  |
| 8                                    | 20 июня 1998                         | Республика Корея                     | 5:0                                  | —                                    | Чемпионат мира 1998                  |
| 9                                    | 7 июля 1998                          | Бразилия                             | 1:1 (2:4 пен.)                       | —                                    | Чемпионат мира 1998                  |
| 10                                   | 11 июля 1998                         | Хорватия                             | 1:2                                  | 1                                    | Чемпионат мира 1998                  |
| 11                                   | 10 февраля 1999                      | Португалия                           | 0:0                                  | —                                    | Товарищеский матч                    |
| 12                                   | 31 марта 1999                        | Аргентина                            | 1:1                                  | —                                    | Товарищеский матч                    |
| 13                                   | 5 июня 1999                          | Бразилия                             | 2:2                                  | —                                    | Товарищеский матч                    |
| 14                                   | 8 июня 1999                          | Бразилия                             | 1:3                                  | —                                    | Товарищеский матч                    |
| 15                                   | 18 августа 1999                      | Дания                                | 0:0                                  | —                                    | Товарищеский матч                    |
| 16                                   | 4 сентября 1999                      | Бельгия                              | 5:5                                  | —                                    | Товарищеский матч                    |
| 17                                   | 9 октября 1999                       | Бразилия                             | 2:2                                  | 1                                    | Товарищеский матч                    |
| 18                                   | 23 февраля 2000                      | Германия                             | 2:1                                  | 1                                    | Товарищеский матч                    |
| 19                                   | 26 апреля 2000                       | Шотландия                            | 0:0                                  | —                                    | Товарищеский матч                    |
| 20                                   | 27 мая 2000                          | Румыния                              | 2:1                                  | —                                    | Товарищеский матч                    |
| 21                                   | 4 июня 2000                          | Польша                               | 3:1                                  | —                                    | Товарищеский матч                    |
| 22                                   | 11 июня 2000                         | Чехия                                | 1:0                                  | —                                    | Чемпионат Европы 2000                |
| 23                                   | 16 июня 2000                         | Дания                                | 3:0                                  | 1                                    | Чемпионат Европы 2000                |
| 24                                   | 21 июня 2000                         | Франция                              | 3:2                                  | 1                                    | Чемпионат Европы 2000                |
| 25                                   | 25 июня 2000                         | Югославия                            | 6:1                                  | —                                    | Чемпионат Европы 2000                |
| 26                                   | 29 июня 2000                         | Италия                               | 0:0 (1:3 пен.)                       | —                                    | Чемпионат Европы 2000                |
| 27                                   | 24 марта 2001                        | Андорра                              | 5:0                                  | —                                    | Чемпионат мира 2002 (отбор)          |
| 28                                   | 28 марта 2001                        | Португалия                           | 2:2                                  | —                                    | Чемпионат мира 2002 (отбор)          |
| 29                                   | 25 апреля 2001                       | Кипр                                 | 4:0                                  | —                                    | Чемпионат мира 2002 (отбор)          |
| 30                                   | 2 июня 2001                          | Эстония                              | 4:2                                  | —                                    | Чемпионат мира 2002 (отбор)          |
| 31                                   | 15 августа 2001                      | Англия                               | 2:0                                  | —                                    | Товарищеский матч                    |
| 32                                   | 1 сентября 2001                      | Ирландия                             | 0:1                                  | —                                    | Чемпионат мира 2002 (отбор)          |
| 33                                   | 5 сентября 2001                      | Эстония                              | 5:0                                  | 1                                    | Чемпионат мира 2002 (отбор)          |
| 34                                   | 6 октября 2001                       | Андорра                              | 4:0                                  | —                                    | Чемпионат мира 2002 (отбор)          |
| 35                                   | 10 ноября 2001                       | Дания                                | 1:1                                  | —                                    | Товарищеский матч                    |
| 36                                   | 19 мая 2002                          | США                                  | 2:0                                  | —                                    | Товарищеский матч                    |
| 37                                   | 21 августа 2002                      | Норвегия                             | 1:0                                  | —                                    | Товарищеский матч                    |
| 38                                   | 7 сентября 2002                      | Беларусь                             | 3:0                                  | —                                    | Чемпионат Европы 2004 (отбор)        |
| 39                                   | 16 октября 2002                      | Австрия                              | 3:0                                  | —                                    | Чемпионат Европы 2004 (отбор)        |
| 40                                   | 20 ноября 2002                       | Германия                             | 3:1                                  | —                                    | Товарищеский матч                    |
| 41                                   | 12 февраля 2003                      | Аргентина                            | 1:0                                  | —                                    | Товарищеский матч                    |
| 42                                   | 29 марта 2003                        | Чехия                                | 1:1                                  | —                                    | Чемпионат Европы 2004 (отбор)        |
| 43                                   | 2 апреля 2003                        | Молдова                              | 2:1                                  | —                                    | Чемпионат Европы 2004 (отбор)        |
| 44                                   | 30 апреля 2003                       | Португалия                           | 1:1                                  | —                                    | Товарищеский матч                    |
| 45                                   | 7 июня 2003                          | Беларусь                             | 2:0                                  | —                                    | Чемпионат Европы 2004 (отбор)        |
| 46                                   | 20 августа 2003                      | Бельгия                              | 1:1                                  | —                                    | Товарищеский матч                    |
| 47                                   | 6 сентября 2003                      | Австрия                              | 3:1                                  | —                                    | Чемпионат Европы 2004 (отбор)        |
| 48                                   | 18 февраля 2004                      | США                                  | 1:0                                  | —                                    | Товарищеский матч                    |
| 49                                   | 31 марта 2004                        | Франция                              | 0:0                                  | —                                    | Товарищеский матч                    |
| 50                                   | 28 апреля 2004                       | Греция                               | 4:0                                  | 1                                    | Товарищеский матч                    |
| 51                                   | 29 мая 2004                          | Бельгия                              | 0:1                                  | —                                    | Товарищеский матч                    |
| 52                                   | 1 июня 2004                          | Фарерские острова                    | 3:0                                  | —                                    | Товарищеский матч                    |
| 53                                   | 15 июня 2004                         | Германия                             | 1:1                                  | —                                    | Чемпионат Европы 2004                |
| 54                                   | 3 сентября 2004                      | Лихтенштейн                          | 3:0                                  | —                                    | Товарищеский матч                    |

Итого: 54 матча / 7 голов; 32 победы, 16 ничьих, 6 поражений.

## Достижения
ПСВ
- Чемпион Эредивизи: 1996/97
- Обладатель Кубка Нидерландов: 1997

«Барселона»
- Чемпион Ла Лиги: 1998/99

«Мидлсбро»
- Обладатель Кубка Футбольной лиги: 2004
- Приз Алана Хардекера: 2004

«Ливерпуль»
- Обладатель Кубка Англии: 2006
- Обладатель Суперкубка Англии: 2006
- Обладатель Суперкубка УЕФА: 2005

Сборная Нидерландов
- Бронзовый призёр чемпионата Европы: 2000
- Бронзовый призёр чемпионата Европы: 2004